# タルトロン酸
タルトロン酸（タルトロンさん、英: Tartronic acid）とは、別名が2-ヒドロキシマロン酸 (2-hydroxymalonic acid)で、ヒドロキシ酸の一種である。IUPAC命名法で2-ヒドロキシプロパン二酸 (2-hydroxypropanedioic acid)。
代表的な誘導体の1つに2-メチルタルトロン酸（イソリンゴ酸）がある。

## 製法
触媒存在下でグリセリンやグリセリン酸を酸素などの酸化剤などで接触酸化して得られる。

## 参考リンク
- Process for production of a tartronic acid solution
- Use of tartronic acid as an oxygen scavenger